# Coleophora nemorella
Coleophora nemorella é uma espécie de mariposa do gênero Coleophora pertencente à família Coleophoridae.